# Lista de aeroportos da Venezuela
Esta é uma lista de aeroportos da Venezuela, classificados por cidade ou estado.
| Localidade               | ICAO             | IATA             | Nome do aeroporto                                                                      |
| Aeroportos civis         | Aeroportos civis | Aeroportos civis | Aeroportos civis                                                                       |
| ------------------------ | ---------------- | ---------------- | -------------------------------------------------------------------------------------- |
| Acarigua                 | SVAC             | AGV              | Aeroporto Oswaldo Guevara Mujica                                                       |
| Anaco                    | SVAN             | AAO              | Aeroporto de Anaco                                                                     |
| Apure                    | SVPT             | PMT              | Aeroporto Palmarito                                                                    |
| Barcelona                | SVBC             | BLA              | Aeroporto Internacional José Antonio Anzoátegui                                        |
| Barinas                  | SVBI             | BNS              | Aeroporto de Barinas                                                                   |
| Barquisimeto             | SVBM             | BRM              | Aeroporto Internacional Jacinto Lara                                                   |
| Bolívar                  | SVKA             | KAV              | Aeroporto de Kavanayen                                                                 |
| Bolívar                  | SVKM             | KTV              | Aeroporto de Kamarata                                                                  |
| Bolívar                  | SVSE             | SNV              | Aeroporto Santa Elena de Uairen                                                        |
| Bolívar                  | SVUM             | URM              | Aeroporto de Uriman                                                                    |
| Cabimas                  |                  | CBS              | Aeroporto Oro Negro                                                                    |
| Caicara de Orinoco       | SVCD             | CXA              | Aeroporto de Caicara de Orinoco                                                        |
| Calabozo                 | SVCL             | CLZ              | Aeroporto de Calabozo                                                                  |
| Canaima                  | SVCN             | CAJ              | Aeroporto de Canaima                                                                   |
| Caracas                  | SVMP             |                  | Aeroporto Internacional Metropolitano                                                  |
| Caracas/Maiquetía        | SVMI             | CCS              | Aeroporto Internacional Simón Bolívar (Aeroporto Internacional de Maiquetia)           |
| Carora                   | SVCO             | VCR              | Aeródromo de Carora                                                                    |
| Carupano                 | SVCP             | CUP              | Aeroporto General Jose Francisco Bermudez                                              |
| Casigua                  |                  | CUV              | Aeroporto El Cubo                                                                      |
| Charallave               | SVCS             |                  | Aeroporto Internacional Oscar Machado Zuloaga                                          |
| Ciudad Bolívar           | SVCB             | CBL              | Aeroporto Tomas de Heres                                                               |
| Ciudad Guayana           | SVPR             | CGU              | Aeroporto Internacional Manuel Carlos Piar                                             |
| Coro                     | SVCB             | CBL              | Aeroporto Jose Leonardo Chirinos                                                       |
| Cumaná                   | SVBS             | MYC              | Aeroporto Antonio José de Sucre                                                        |
| El Dorado                | SVED             | EOR              | Aeroporto de El Dorado                                                                 |
| Elorza                   | SVEZ             | EOZ              | Aeroporto de Elorza                                                                    |
| El Vigia                 | SVVG             | VIG              | Aeroporto Internacional Juan Pablo Pérez Alfonso                                       |
| Guanare                  | SVGU             | GUQ              | Aeroporto de Guanare                                                                   |
| Guasdualito              | SVGD             | GDO              | Aeroporto de Guasdualito                                                               |
| Guasipati                | SVGT             |                  | Aeroporto de Guasipati                                                                 |
| Guiria                   | SVGI             | GUI              | Aeroporto de Guiria                                                                    |
| Higuerote                | SVHG             |                  | Aeroporto de Higuerote                                                                 |
| Icabaru                  | SVIC             | ICA              | Aeroporto de Icabaru                                                                   |
| Isla de Coche            | SVIE             |                  | Aeroporto de Isla de Coche                                                             |
| La Divina Pastora        | SVDP             |                  | Aeroporto de La Divina Pastora                                                         |
| La Fría                  | SVLF             | LFR              | Aeroporto de La Fría                                                                   |
| La Orchila               | SVLO             |                  | Aeroporto de La Orchila                                                                |
| Maracaibo                | SVMC             | MAR              | Aeroporto Internacional de La Chinita                                                  |
| Maracay                  | SVBS             | MYC              | Aeropuerto Los Tacariguas                                                              |
| Maturín                  | SVMT             | MUN              | Aeroporto de Maturín                                                                   |
| Mérida                   | SVMD             | MRD              | Aeroporto Alberto Carnevalli                                                           |
| Palmarito                | SVPT             | PTM              | Aeroporto de Palmarito                                                                 |
| Paraguana                | SVJC             | LSP              | Aeroporto Internacional Josefa Camejo                                                  |
| Pedernales               |                  | PDZ              | Aeroporto de Pedernales                                                                |
| Perai-Tepui              |                  | PPH              | Aeroporto de Perai-Tepui                                                               |
| Porlamar                 | SVMG             | PMV              | Aeroporto Internacional do Caribe Santiago Mariño (Aeroporto Internacional del Caribe) |
| Puerto Ayacucho          | SVPA             | PYH              | Aeroporto Cacique Aramare                                                              |
| Puerto Cabello           | SVPC             | PBL              | Aeroporto Bartolome Salom                                                              |
| Puerto Paez              |                  | PPZ              | Aeroporto de Puerto Paez                                                               |
| San Antonio del Táchira  | SVSA             | SVZ              | Aeroporto Internacional Juan Vicente Gómez                                             |
| San Carlos               | SVCJ             |                  | Aeroporto de San Carlos                                                                |
| San Cristóbal            | SVPM             | SCI              | Aeroporto de Paramillo                                                                 |
| San Felipe               | SVSP             | SNF              | Aeroporto Néstor Areas                                                                 |
| San Fernando de Apure    | SVSR             | SFD              | Aeroporto Las Flecheras                                                                |
| San Juan de Los Morros   | SVJM             |                  | Aeroporto Guarico                                                                      |
| Santa Bárbara de Barinas | SVSB             |                  | Aeroporto de Santa Bárbara de Barinas                                                  |
| Santa Bárbara del Zulia  | SVSZ             |                  | Aeroporto Miguel Urdaneta Fernández                                                    |
| Santa Elena de Uairen    | SVSE             | SNV              | Aeroporto de Santa Elena de Uairen                                                     |
| Santo Domingo            | SVSO             | STD              | Aeroporto Internacional de Santo Domingo (Base Aérea Mayor Buenaventura Vivas)         |
| San Tomé                 | SVST             | SOM              | Aeroporto Don Edmundo Barrios                                                          |
| Temblador                | SVTR             |                  | Aeroporto de Temblador                                                                 |
| Tucupita                 | SVTC             | TUV              | Aeroporto San Rafael                                                                   |
| Tumeremo                 | SVTM             | TMO              | Aeroporto de Tumeremo                                                                  |
| Uon-Quen                 | SVUQ             |                  | Aeroporto de Uon-Quen                                                                  |
| Uriman                   | SVUM             | URM              | Aeroporto de Uriman                                                                    |
| Valência                 | SVVA             | VLN              | Aeroporto Internacional Arturo Michelena                                               |
| Valera                   | SVVL             | VLV              | Aeroporto Antonio Nicolás Briceño                                                      |
| Valle de la Pascua       | SVVP             | VDP              | Aeroporto de Valle de la Pascua                                                        |
| Aeroportos militares     |                  |                  |                                                                                        |
| Caracas Lacar            | SVFM             |                  | Base Aérea Generalissimo Francisco de Miranda                                          |
| Maracay                  | SVBL             | ELR              | Base Aérea El Libertador                                                               |